# Іван Сламніг
Іван Сламніг (Ivan Slamnig; *24 червня 1930, Меткович — 3 липня 2001) — хорватський поет, письменник, літературознавець і перекладач.
Сламніг народився в 1930 році у Метковичі (Хорватія). Закінчив факультет гуманітарних і соціальних наук Загребського університету в 1955 році, де згодом викладав на відділенні літературної компаративістики.
Іван Сламніг вважається одним з найвизначніших поетів у хорватській літературі ХХ століття. Його лаконічні, насичені гумором модерністські поезії важко класифікувати, однак вони зажили популярності і у критиків, і в широкого кола читачів. Його вірш «Барбара» (Barbara), покладений на музику Звонком Шпішичем (Zvonko Špišić), став піснею-хітом у 1975 році.
Був укладачем антологій хорватської поезії, перекладав з англійської та російської мов, був автором книг критико-есеїстичної прози (Disciplina mašte, Hrvatska versifikacija, Svjetska književnost zapadnoga kruga).
1988 року отримав Премію Владимира Назора за значні досягнення у літературі.
Сламніг був дійсним членом Хорватської академії наук і мистецтв з 1992 року.
Помер у 2001 році.